# Pierre Moerlen’s Gong
Pierre Moerlen’s Gong — рок-группа, трансформировалась из оригинального состава Gong после того, как группу покинул её основатель Дэвид Аллен.
В 1972 году место за барабанами «Гонга» занял Пьер Мерлен — выпускник Страссбургской консерватории. С его участием были выпущены диски: «Angel`s Egg», «You», «Shamal». После того, как основатель группы покинул её, контроль над коллективом постепенно переходит к Мерлену. Под его влиянием Гонг трансформируется к исполнению архитектурно-стройного джаз-рока с развёрнутой ударной секцией. Ещё под названием «Гонг» выходит два диска «Gazeuse» и «Expresso II», которые фактически являются первыми работами группы Пьера Мерлена. В этот период в группе работают такие звезды рок-сцены, как Майк Олдфилд, Аллан Холдсворд, Мик Тэйлор, Дидье Локвуд, Даррил Вэй, Стив Уинвуд — имена которых являются символами эпохи.
Название «Pierre Moerlen`s Gong» коллектив получил к концу 70-х годов, при переходе с фирмы Virgin на фирму Arista. Выпустив ещё несколько альбомов, в 1981 году группа была распущена из-за серьёзных проблем с менеджментом.
Однако во второй половине 80-х Мерлен предпринимает попытку восстановить коллектив, что привело к возникновению «проекта» Pierre Moerlen’s Gong. Фактически этим названием обозначалось несколько разных групп, которые с участием Мерлена исполняли его музыку. Российский вариант возник в начале 2001 года для разового выступления на фестивале SKIF. Двое его участников Михаил Огородов и Алексей Плещунов год спустя вошли в группу, записавщую последний прижизненный альбом Пьера Мерлена Pentanine, который также был подписан названием Pierre Moerlen’s Gong.

## Дискография
- 1976: Gazeuse! (Expresso in the USA)
- 1978: ExpressoII
- 1979: Downwind
- 1979: Time Is the Key
- 1980: Pierre Moerlen's Gong Live
- 1981: Leave It Open
- 1986: Breakthrough
- 1988: Second Wind
- 2002: Pentanine